# Jeu du moulin
Pour les articles homonymes, voir marelle.
Le jeu du moulin est un jeu de société traditionnel en Europe. Le tablier de jeu existait déjà dans la Rome antique. Aussi appelé jeu du charret (en Suisse), certains lui donnent le nom médiéval de jeu de mérelles, voire de marelle.

## Histoire
Des traces du jeu ont été découvertes au temple de Kurna (c’est-à-dire Cheikh Abd el-Gournah), sur l'une des rives du Nil, qui existait au XIVe siècle av. J.-C.. C’est du moins ce que croyait Henry Parker (Ancien Ceylon, Londres, 1909), mais il a depuis été démontré par les archéologues allemands qui ont fouillé le site, que les gravures de jeux présentes sur les dalles du toit effondré du temple des millions d'années de Séthi Ier sont bien plus tardives. Le jeu du moulin encore visible porte en son centre une croix propre aux Coptes (déjà relevée par Parker), ce qui laisse entendre que, comme les autres jeux présents, il a été gravé après l’arrivée du Christianisme.
Des plateaux ont aussi été découverts lors des fouilles du dernier niveau de la ville de Troie, tout comme dans des tombes de l'âge du bronze en Irlande. Cependant, aucune référence sérieuse n’a jamais été produite pour Troie, et les tombes de l'âge du bronze en Irlande, découvertes au XIXe siècle, ne peuvent être datées, qui laisse ouverte la question de l’ancienneté du jeu du moulin. Les historiens penchent aujourd’hui pour une date bien plus tardive, peut-être aux temps de la Rome antique.
Le jeu est cité dans le Livre des jeux d'Alphonse X de Castille (sous le nom d'alquerque de nueve), ainsi que dans le Talmud.
« L'intérêt tout particulier de ce jeu ne tient pas seulement à son universalité (d'époques et de lieux), mais aussi à sa surprenante simplicité et à son intelligence. » Le jeu du moulin est répandu à travers le monde, où il est connu sous divers noms : jeu des mérelles (ou marelles), Mühle en Allemagne, Nine Men's Morris en Grande-Bretagne et aux États-Unis.

## Matériel
- Un tablier formé de trois carrés imbriqués offrant vingt-quatre intersections[2]
- Neuf pions blancs
- Neuf pions noirs

## Règles du jeu
Le jeu se déroule en trois phases :
1. La pose
2. Le mouvement,
3. Le saut (optionnel)

À tout moment du jeu, celui qui réalise un moulin, c'est-à-dire l'alignement de trois de ses pions, peut capturer un pion adverse quelconque parmi ceux n'appartenant pas à un moulin.

### Phase 1 - La pose
Tant qu'il en possède encore, chaque joueur place à tour de rôle un pion sur une intersection libre. La phase 2 débute après que les joueurs ont placé tous leurs neuf pions.

### Phase 2 - Le mouvement
Lorsqu'il n'a plus de pion à poser, chaque joueur fait glisser l'un de ses pions vers une intersection voisine libre en suivant un chemin prévu. Si cela conduit à la formation d'un moulin, c'est-à-dire trois pions alignés, le joueur capture un pion de son adversaire. La phase 3 débute dès que l'un des joueurs est réduit à 3 pions.

### Phase 3 - Le saut
Celui qui ne possède plus que trois pions peut alors se déplacer en sautant où il veut.
Le jeu s'achève quand un joueur n'a plus que deux pions ou ne peut plus jouer, il est alors le perdant.

## Stratégie

Le « double moulin ».

Dans la configuration ci-contre, la position des rouges est très avantageuse. On y observe la situation du « double moulin » puisque l'ouverture par le bas du moulin de droite forme aussitôt un autre moulin, mouvement qui peut se répéter et offre à chaque fois un pion bleu aux rouges.

Les pions bleus de gauche auraient besoin de deux temps pour constituer un moulin : monter l'un puis glisser un autre à sa place. Certes, les pions bleus de droite sont intouchables car alignés, mais, au moindre mouvement de ce côté, le moulin sera détruit. 

## Jeu du moulin et informatique
Le jeu du moulin a été résolu : le résultat d'une partie entre deux joueurs jouant de façon optimale est une partie nulle,.

### Sources
- Jeux et Stratégie no 15
- (de), Hans Schürmann et Manfred Nüscheler, So gewinnt man Mühle, Ravensburg, 1980